# Mycterosaurus
Mycterosaurus é um gênero de eupelicossauro do Permiano Inferior da América do Norte. Há uma única espécie descrita para o gênero Mycterosaurus longiceps.